# Эллисон, Уильям Фредерик Арчдел
Уи́льям Фре́дерик Арчдел Э́ллисон (англ. Reverend William Frederick Archdall Ellison; 1864—1936) — ирландский религиозный деятель, органист и астроном. Отец Мервина Арчдела Эллисона.

## Биография
Происходил из клерикальной семьи, его отец, Хамфри Икинс Эллисон, был настоятелем собора в Фернсе, графство Уэксфорд. Уильям получил высшее образование в Тринити-Колледже в 1887 году со специализацией по классической и экспериментальной науке. В 1890 году он принял духовный сан и переехал в Англию, где стал викарием. В 1894 году он получил степень бакалавра богословия (англ. Bachelor of Divinity), и в следующем году был удостоен Теологической премии Элрингтона.
В 1899 году он возвратился в Ирландию, где стал секретарем Общества воскресной школы и занимал этот пост в течение трех лет, после чего получил должность в Эннискорти. Благодаря знакомству с доктором Н. Олкоком из Дублина у Эллисона возник интерес к астрономии, и он создал свою первую обсерваторию в Уэксфорде. Эллисон в совершенстве овладел мастерством создания линз и зеркал и написал об этом несколько книг и статей, в частности, в Журнал британской Астрономической Ассоциации и еженедельную газету «Английский Механик». Его книга «Телескоп любителя» (1920) до настоящего времени считается хорошим руководством для любительского тескопостроения.
2 сентября 1918 года Эллисон был назначен директором обсерватории в Ама. Приняв обсерваторию в плохом состоянии, он приступил к восстановлению инструментов и купола обсерватории. 3 января 1919 года он принес в обсерваторию собственный телескоп, 18-дюймовый рефлектор, который находится в обсерватории и в настоящее время.
Эллисон проводил наблюдения планет и двойных звезд. Совместно с сыном Мервином он провел много измерений двойных звезд, используя 10-дюймовый линзовый телескоп-рефрактор. По оценке Патрика Мура, Эллисон был одним из немногих людей, которые наблюдали затмение спутника Сатурна Япета кольцом А 28 февраля 1919.
В 1934 Эллисон стал каноником собора в Арме. Он умер 31 декабря 1936 года, пробыв в должности директора обсерватории в Арма в течение почти двадцати лет.

## Публикации
- The Amateur’s Telescope (R. Carswell & Son, Ltd., 1920)